# جيش إدلب الحر
جيش إدلب الحر هو تحالف سوري معارض يتألف من 3 جماعات مسلحة من شمال غرب سوريا تابعة للجيش السوري الحر: الفرقة 13، الفرقة الشمالية، و‌لواء صقور الجبل.

## المعدات
جيش إدلب الحر معروف لحيازة العديد من قاذفات صواريخ متعددة جديدة من طراز بي إم-21 غراد التي تستخدم لقصف مواقع الجيش السوري في جنوب حلب. وأكد أحد قادة الجماعة، فارس البيوش، أن أنظمة الصواريخ قدمت حديثًا من الرعاة الأجانب.

## التاريخ
في 25 أغسطس 2016، أعلن قائد الفرقة الشمالية، المقدم فارس البيوش، أن المحادثات تجري في إدلب بشأن توحيد الجماعات المعارضة الثلاث التابعة للجيش الحر في شمال غرب سوريا. وذكر أن الاندماج سيكتمل في نهاية المطاف وأن الجماعات المكونة الثلاثة ستحل إلى الفصيل الرئيسي.
في الوقت الذي أنشت فيه في 19 سبتمبر 2016، يرمي التحالف إلى محاربة الحكومة السورية وإقامة العلاقات والتنسيق مع الفصائل السلفية لجيش الفتح، بما في ذلك أحرار الشام وجبهة فتح الشام، التابعة سابقًا للقاعدة والتي كانت تسمى جبهة النصرة. ومع ذلك ذكر مصدر للمعارضة أن جيش إدلب الحر لن تتعاون بشكل وثيق مع جبهة فتح الشام. وقبل يوم واحد فقط، انسحب لواء صقور الجبل من الجبهة ضد داعش قرب جرابلس وأعزاز من أجل التوجه إلى جنوب حلب وإدلب. ويهدف القائد إلى الاندماج الكامل في نهاية المطاف بين الجماعات الثلاث بعد تشكيل هيكل قيادي جديد.
في 23 سبتمبر قصفت الطائرات الحربية الروسية مغارة في طيبة الأمام، مما أسفر عن مقتل 22 مقاتلًا من جيش إدلب الحر.
في أوائل أكتوبر فر عدد من مقاتلي لواء صقور الجبل للانضمام إلى جبهة فتح الشام نظراً لوجود العديد من الخلافات، وأساسًا لأنشاء جيش إدلب الحر.
في 5 أبريل 2017، تعرضت مركبة تحمل المقدم أحمد السعود من الفرقة 13 والعقيد على السماحي قائد أركان جيش إدلب الحر؛ لإطلاق نار من مقاتلي هيئة تحرير الشام عند نقطة تفتيش قرب قرية خان السبل الخاضعة كليا لسطيرة هيئة تحرير الشام. قُتِل السماحي ومقاتل آخر في الحادثة، بينما أُصيب السعود بجروح ونُقِل إلى تركيا لتلقي العلاج. وأصدر جيش إدلب الحر بياناً حول الحادثة، جاء فيه:
وأضاف:

## وصلات خارجية
- حساب جيش إدلب الحر على تويتر
- قناة جيش إدلب الحر على يوتيوب